# Région de Gendarmerie de Bretagne
La Région de Gendarmerie de Bretagne (RGBRET) est une entité militaire implantée dans l'ouest de la France et qui regroupe deux niveaux de commandement de la Gendarmerie nationale :
- Commandement des unités de la gendarmerie départementale basées dans la région administrative de Bretagne soit 4 groupements de Gendarmerie départementale (GGD). C'est l'un des 13 commandements régionaux que compte la France métropolitaine.
- Commandement des unités de la gendarmerie mobile implantées dans l'ensemble la zone de défense et de sécurité Ouest (les 4 régions administratives : Bretagne, Normandie, Centre-Val de Loire et Pays de la Loire), soit 4 groupements de Gendarmerie mobile (GGM). Ce deuxième commandement est exercé car la région est également le siège de l'une des 7 zones de défense et de sécurité que compte la France métropolitaine[2].

L'officier général commandant la région est subordonné au directeur général de la Gendarmerie nationale.

## Histoire
De 1879 à 1946, les gendarmes départementaux étaient répartis au sein de 2 légions différentes. Les compagnies des Côtes-du-Nord et d'Ille-et-Vilaine étaient sous l'autorité de la 10e légion de Rennes tandis que les compagnies du Finistère et du Morbihan sous celle de la 11e légion de Nantes.
Après la Seconde Guerre mondiale, les compagnies des Côtes-du-Nord, d'Ille-et-Vilaine, du Finistère et du Morbihan sont réunies au sein de la 3e légion de Gendarmerie départementale (LGD) de Rennes. En 1958, les compagnies prennent l'appellation de groupements, et les sections prennent l'appellation de compagnies.
En 1967, la totalité des formations de la Gendarmerie départementale et mobile stationnées sur le territoire de chaque région administrative est placée sous l'autorité d'un commandement de circonscription régionale. La Circonscription Régionale de Gendarmerie de Bretagne est alors créée et subdivisée au 3e Commandement Régional de Rennes. Elle regroupe ainsi, en plus des 4 groupements de gendarmerie départementale bretons, le 8e Groupement de Gendarmerie mobile (8e GGM) de Saint-Malo.
En 1979, la Circonscription est renommée Légion de Gendarmerie de Bretagne. En 1990, les Côtes-du-Nord sont renommées en Côtes-d'Armor.
Le 1er septembre 1991, les légions de gendarmerie mobile sont créées et deviennent alors distinctes des légions de gendarmerie départementale sur l'ensemble du territoire français. Le 8e GGM est dissout et ses escadrons sont transférés dans le GGM I/3 de Rennes de la 3e légion de Gendarmerie mobile (3e LGM). La nouvelle LGD de Bretagne et la 3e LGM sont alors subdivisées à la circonscription de Gendarmerie de Rennes de la région de Gendarmerie Atlantique à Bordeaux.
En 2000, la région de Gendarmerie de l'Atlantique est dissoute. La circonscription de Gendarmerie de Rennes devient alors la région de Gendarmerie Ouest.
En 2005, la Gendarmerie nationale est réorganisée. La légion de Gendarmerie départementale de Bretagne devient la région de Gendarmerie de Bretagne. Les formations de Gendarmerie mobile sont placées sous l'autorité du commandant de la région de Gendarmerie située au siège de la zone de défense sur le territoire de laquelle elles sont implantées. Ainsi, la 3e légion de Gendarmerie mobile est dissoute et l'ensemble de ses groupements sont placés sous l'autorité de la nouvelle région de Gendarmerie de Bretagne.

## Organisation

### Gendarmerie départementale
Les formations principales sont une section de recherche et les quatre groupements de gendarmerie départementale correspondant aux quatre départements composant la région Bretagne.
En 2019, la région de Gendarmerie de Bretagne comportait un total de 56 Communautés de Brigades (COB) et 30 Brigades Territoriales Autonomes (BTA) réparties dans 19 compagnies. Chaque compagnie dispose également d'une Brigade de recherches (BR) et un Peloton de Surveillance et d'Intervention (PSIG). La RGBRET comporte également 4 brigades nautiques côtières (BNC).
- Région de Gendarmerie de Bretagne (RGBRET)
  - Section de recherches de Rennes
  - Groupement de Gendarmerie départementale des Côtes-d'Armor (GGD 22)[6]
    - Brigade Nautique de Lézardrieux
    - Compagnie de Gendarmerie départementale de Saint-Brieuc
    - Compagnie de Gendarmerie départementale de Dinan
    - Compagnie de Gendarmerie départementale de Guingamp
    - Compagnie de Gendarmerie départementale de Lannion
    - Escadron Départemental de Sécurité Routière des Côtes-d'Armor (EDSR 22)

  - Groupement de Gendarmerie départementale du Finistère (GGD 29)[7]
    - Brigade Nautique de La Forêt-Fouesnant
    - Brigade Nautique de Roscoff
    - Brigade de Prévention de la Délinquance Juvénile du Finistère (BPDJ 29)
    - Compagnie de Gendarmerie départementale de Brest
    - Compagnie de Gendarmerie départementale de Châteaulin
    - Compagnie de Gendarmerie départementale de Landerneau
    - Compagnie de Gendarmerie départementale de Plourin-les-Morlaix
    - Compagnie de Gendarmerie départementale de Quimperlé
    - Compagnie de Gendarmerie départementale de Quimper
    - Escadron Départemental de Sécurité Routière du Finistère (EDSR 29)

  - Groupement de Gendarmerie départementale d'Ille-et-Vilaine (GGD 35)[8]
    - Compagnie de Gendarmerie départementale de Rennes
    - Compagnie de Gendarmerie départementale de Montfort sur Meu
    - Compagnie de Gendarmerie départementale de Redon
    - Compagnie de Gendarmerie départementale de Saint-Malo
    - Compagnie de Gendarmerie départementale de Vitré
    - Escadron Départemental de Sécurité Routière d'Ille-et-Vilaine (EDSR 35)

  - Groupement de Gendarmerie départementale du Morbihan (GGD 56)[9]
    - Brigade Nautique de Quiberon
    - Compagnie de Gendarmerie départementale de Vannes
    - Compagnie de Gendarmerie départementale de Lorient
    - Compagnie de Gendarmerie départementale de Ploërmel
    - Compagnie de Gendarmerie départementale de Pontivy
    - Escadron Départemental de Sécurité Routière du Morbihan (EDSR 56)

### Gendarmerie mobile
Les unités de gendarmerie mobile sont constituées de 20 escadrons répartis dans 4 groupements implantés dans les quatre régions composant la zone de défense et de sécurité dont le siège est à Rennes.
- Région de Gendarmerie de Bretagne (RGBRET)
  - Groupement I/3 de Gendarmerie mobile (GGM I/3) à Rennes (Ille-et-Vilaine)
    - Escadron 13/3 de Gendarmerie mobile (EGM 13/3) de Pontivy (Morbihan)
    - Escadron 14/3 de Gendarmerie mobile (EGM 14/3) de Brest (Finistère)
    - Escadron 15/3 de Gendarmerie mobile (EGM 15/3) de Vannes (Morbihan)
    - Escadron 16/3 de Gendarmerie mobile (EGM 16/3) de Mamers (Sarthe)
    - Escadron 17/3 de Gendarmerie mobile (EGM 17/3) de Mayenne (Mayenne)

  - Groupement II/3 de Gendarmerie mobile (GGM II/3) à Mont-Saint-Aignan (Seine-Maritime)
    - Escadron 21/3  de Gendarmerie mobile (EGM 21/3) de Mont-Saint-Aignan (Seine-Maritime)
    - Escadron 22/3  de Gendarmerie mobile (EGM 22/3) du Havre (Seine-Maritime)
    - Escadron 23/3  de Gendarmerie mobile (EGM 23/3) de Argentan (Orne)
    - Escadron 24/3  de Gendarmerie mobile (EGM 24/3) de Aunay-sur-Odon (Calvados)
    - Escadron 25/3  de Gendarmerie mobile (EGM 25/3) de Cherbourg-Octeville (Manche)
    - Escadron 26/3 de Gendarmerie mobile (EGM 26/3) de Dreux (Eure-et-Loir)

  - Groupement III/3 de Gendarmerie mobile (GGM III/3) à Nantes (Loire-Atlantique)
    - Escadron 32/3  de Gendarmerie mobile (EGM 32/3) de Luçon (Vendée)
    - Escadron 35/3  de Gendarmerie mobile (EGM 35/3) de Saint-Nazaire (Loire-Atlantique)
    - Escadron 36/3  de Gendarmerie mobile (EGM 36/3) de Joué-lès-Tours (Indre-et-Loire)
    - Escadron 38/3  de Gendarmerie mobile (EGM 38/3) de Joué-lès-Tours (Indre-et-Loire)
    - Escadron 37/3  de Gendarmerie mobile (EGM 37/3) de Blois (Loir-et-Cher)

  - Groupement IV/3 de Gendarmerie mobile (GGM IV/3) à Orléans (Loiret)
    - Escadron 41/3 de Gendarmerie mobile (EGM 41/3) de Orléans (Loiret)
    - Escadron 42/3 de Gendarmerie mobile (EGM 42/3) de Lucé (Eure-et-Loir)
    - Escadron 44/3 de Gendarmerie mobile (EGM 44/3) de Pithiviers (Loiret)
    - Escadron 45/3 de Gendarmerie mobile (EGM 45/3) de Saint-Amand-Montrond (Cher)
    - Escadron 47/3 de Gendarmerie mobile (EGM 47/3) de Châteauroux (Indre)

### Unités implantées et rattachées pour emploi
Les unités du groupement des forces aériennes de Gendarmerie Ouest (GFAG Ouest) sont placées sous l'autorité du commandant des forces aériennes de la Gendarmerie (CFAGN) de Vélizy-Villacoublay, et pour emploi auprès du commandant de région de Gendarmerie de Bretagne. Elles sont composées des détachements aériens de la gendarmerie de Tours (Indre-et-Loire), Rennes (Ille-et-Vilaine) et Saint-Nazaire (Loire-Atlantique).

### Autres unités implantées dans la région
D'autres unités, stationnées en Bretagne, ne relèvent pas de l'autorité de la RGBRET. Toutefois, en raison de leurs spécificités, ces unités peuvent être appelées à renforcer les gendarmes départementaux bretons ou des régions limitrophes :
- Brigade de Gendarmerie de l'Armement de Bruz (Ille-et-Vilaine)
- Brigade de Gendarmerie des transports aériens de Brest-Guipavas (Finistère)
- Brigade de Gendarmerie des transports aériens de  Rennes-Saint-Jacques (Finistère)
- Brigade de Gendarmerie maritime de Brest (Finistère)
- Brigade de Gendarmerie maritime de Landivisiau (Finistère)
- Brigade de Gendarmerie maritime de Lanvéoc-Poulmic (Finistère)
- Brigade de Surveillance du Littoral de Brest (Finistère)
- École de gendarmerie de Châteaulin (Finistère)
- Peloton de Sûreté Maritime et Portuaire Militaire de Brest (Finistère)

## Appellations
Depuis sa création, la région de Gendarmerie de Bretagne a reçu plusieurs appellations en raison des différentes réorganisations opérées au sein de la Gendarmerie :
- 3e Légion de Gendarmerie départementale (3e LGD) : 1946-1967
- Circonscription Régionale de Gendarmerie de Bretagne : 1967-1979
- Légion de Gendarmerie de Bretagne : 1979-1991
- Légion de Gendarmerie départementale de Bretagne : 1991-2005
- Région de Gendarmerie de Bretagne : depuis 2005